# Adolphe-Louis-Albert Perraud
Adolphe-Louis-Albert Perraud (Lione, 7 febbraio 1828 – Autun, 10 febbraio 1906) è stato un cardinale e vescovo cattolico francese.

## Biografia
Studiò a Lione, dal 1850 al 1852 fu professore di storia al liceo di Angers. Nel 1852 entrò a far parte della Confederazione dell'Oratorio di San Filippo Neri. Fu ordinato presbitero il 2 giugno 1854. Fu professore e direttore spirituale al seminario minore di Coutances e predicatore in diverse diocesi. Proseguì gli studi alla Sorbona di Parigi, dove si laureò in teologia nel 1865. Fu professore di storia della Chiesa nella stessa università dal 1866 al 1874. Nel 1870 fu anche membro del Consiglio superiore dell'istruzione e cappellano dell'esercito di Mac-Mahon.
Il 4 maggio 1874 fu nominato vescovo di Autun e fu consacrato vescovo il 29 giugno dello stesso anno dal cardinale Joseph Hippolyte Guibert, arcivescovo di Parigi.
L'8 giugno 1882 fu eletto membro dell'Académie française. Dal 1884 al 1901 fu superiore generale della Confederazione dell'Oratorio.
Papa Leone XIII lo elevò al rango di cardinale in pectore nel concistoro del 16 gennaio 1893, fu pubblicato il 29 novembre 1895. Il 25 giugno 1896 ricevette il titolo di San Pietro in Vincoli. Partecipò al conclave del 1903, che elesse papa Pio X.
Fu un brillante predicatore.
Morì ad Autun all'età di 78 anni e fu sepolto nel cimitero urbano.

## Genealogia episcopale e successione apostolica
La genealogia episcopale è:
- Cardinale Scipione Rebiba
- Cardinale Giulio Antonio Santori
- Cardinale Girolamo Bernerio, O.P.
- Arcivescovo Galeazzo Sanvitale
- Cardinale Ludovico Ludovisi
- Cardinale Luigi Caetani
- Cardinale Ulderico Carpegna
- Cardinale Paluzzo Paluzzi Altieri degli Albertoni
- Papa Benedetto XIII
- Papa Benedetto XIV
- Papa Clemente XIII
- Cardinale Marcantonio Colonna
- Cardinale Giacinto Sigismondo Gerdil, B.
- Cardinale Giulio Maria della Somaglia
- Cardinale Carlo Odescalchi, S.I.
- Vescovo Eugène de Mazenod, O. M. I.
- Cardinale Joseph Hippolyte Guibert, O. M. I.
- Cardinale Adolphe-Louis-Albert Perraud, C.O.

La successione apostolica è:
- Vescovo Etienne-Antoine-Alfred Lelong (1877)